# Mecklenburgische Hauptlandesteilung

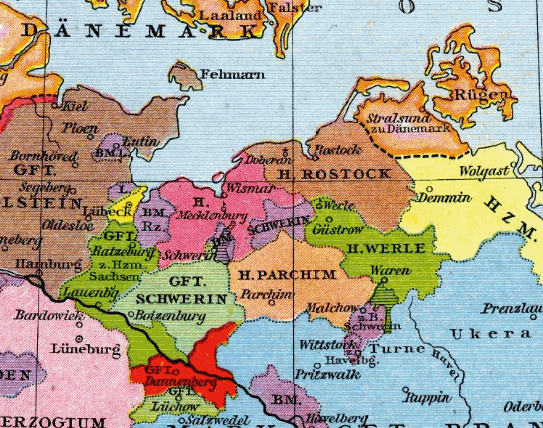
Mecklenburg nach der ersten Hauptlandesteilung, 1234

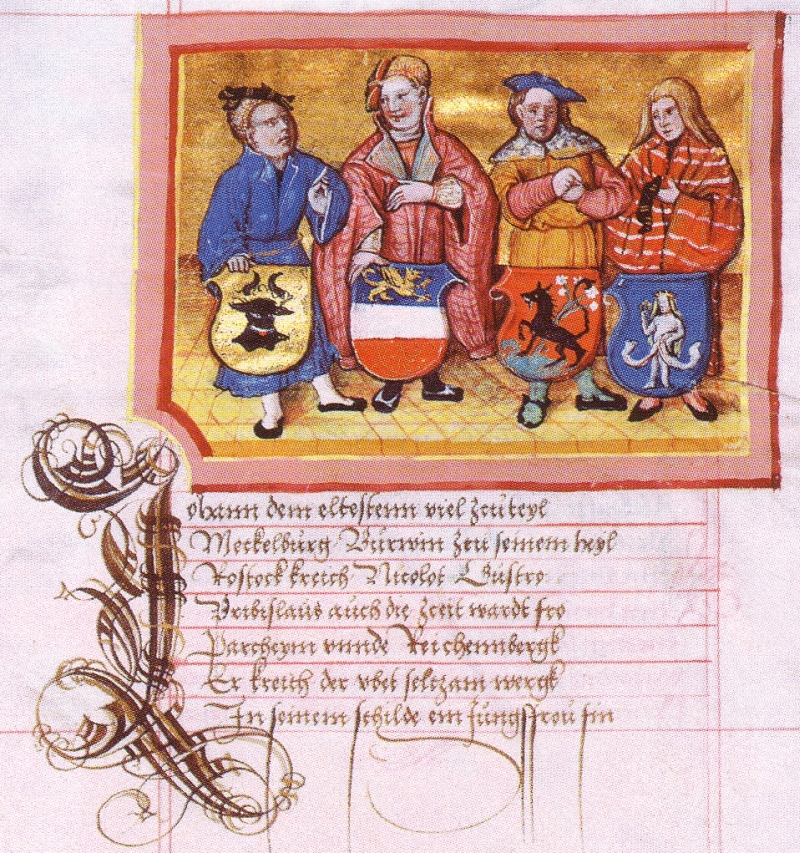
Darstellung bei Nicolaus Marschalk in der Chronicon der mecklenburgischen Regenten, um 1520

In seiner Geschichte wurde die historische Region Mecklenburg wiederholt geteilt. Die moderne Landesgeschichte unterscheidet drei Mecklenburgische Hauptlandesteilungen:

## Erste Mecklenburgische Hauptlandesteilung
Die Erste Mecklenburgische Hauptlandesteilung wurde 1234 von den Enkeln des Fürsten Heinrich Borwin I. durchgeführt. Es entstanden im Wege der Realteilung die vier Herrschaften (Fürstentümer) Mecklenburg, Parchim-Richenberg, Werle und Rostock.
- Dabei erhielt Johann die Herrschaft Mecklenburg mit der Burg Mecklenburg, Dassow, Klütz, Bresen (Grevesmühlen), Gadebusch, Poel, Ilow, Bug (Bukow), Brüel und Kussin (Neukloster);
- Pribislaw erhielt die Herrschaft Parchim mit Parchim, Sternberg, Brenz (Neustadt), Ture (Lübz), Quetzin (Plau-Goldberg);
- Nikolaus erhielt die Herrschaft Werle mit Werle, Bisdede (Güstrow), Teterow, Laage, Krakow, Malchow, Vipperow (Röbel), Turne, Liese sowie später aus pommerschem Besitz Dargun, Malchin, Tucen und Gödebant-Tützen und Gädebehn (Stavenhagen), Sone-Schlön (Waren/Müritz), sowie Wustrow (Penzlin);
- Heinrich Borwin III. erhielt die Herrschaft Rostock mit Kessin (Rostock), Kröpelin, Doberan, Ribnitz, Marlow, Sülze, Tessin und später noch Gnoien und Kalen.

Die Erste Mecklenburgische Hauptlandesteilung währte bis 1471, dann vereinigte Herzog Heinrich IV. („der Dicke“) das zuvor viergeteilte Mecklenburg durch Erbgang.

## Zweite Mecklenburgische Hauptlandesteilung

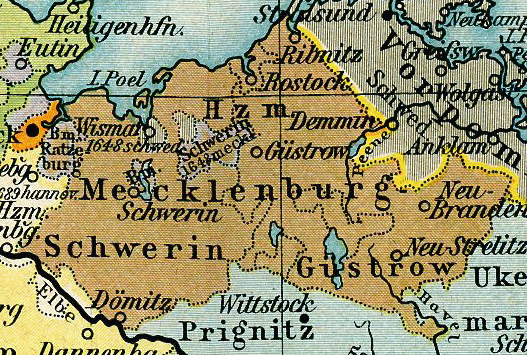
Mecklenburg nach der zweiten Hauptlandesteilung, Stand 1648

Im Ergebnis der Zweiten Mecklenburgischen Hauptlandesteilung entstanden nach dem Fahrenholzer Teilungsvertrag (1621) durch Realteilung die (Teil-)Herzogtümer Mecklenburg-Schwerin und Mecklenburg-Güstrow. Diese Unterteilung existierte zwar bereits mit einigen Unterbrechungen nach dem Tod Heinrichs des Dicken († 1477) und abermals ab dem Jahr 1520 nach Abschluss des Neubrandenburger Hausvertrags, jedoch nur in Form einer Zuweisung von Ämtern zur alleinigen Nutznießung, während die Oberaufsicht über verschiedene Städte in beiden Landesteilen und auch alle gesamtstaatlichen Angelegenheiten gemeinsam wahrgenommen wurden.
Die Aufteilung orientierte sich wenig an Herkunft und historischem Zusammenhang der Gebiete. Entscheidend war das Ziel, Territorien und Einkünfte möglichst gleichmäßig aufzuteilen. Um dies zu bewirken, wurde beispielsweise das westlichste Amt Boizenburg wegen seines Elbzolls dem Landesteil Güstrow zugeteilt, weil Schwerin bereits den Elbzoll in Dömitz hatte.
Adolf Friedrich I. erhielt im Ergebnis den Landesteil Mecklenburg-Schwerin, sein Bruder Johann Albrecht II. den Landesteil Mecklenburg-Güstrow.
Gemeinsam blieben die Stadt Rostock mit Warnemünde, die vier Landesklöster Dobbertin, Malchow, Ribnitz und das Kloster zum Heiligen Kreuz in Rostock.
Gemeinsam blieben auch das Hof- und Landgericht, das Konsistorium, der Landtag, die Grenzstreitigkeiten, die Kosten zum Reichskammergericht und andere.

## Dritte Mecklenburgische Hauptlandesteilung

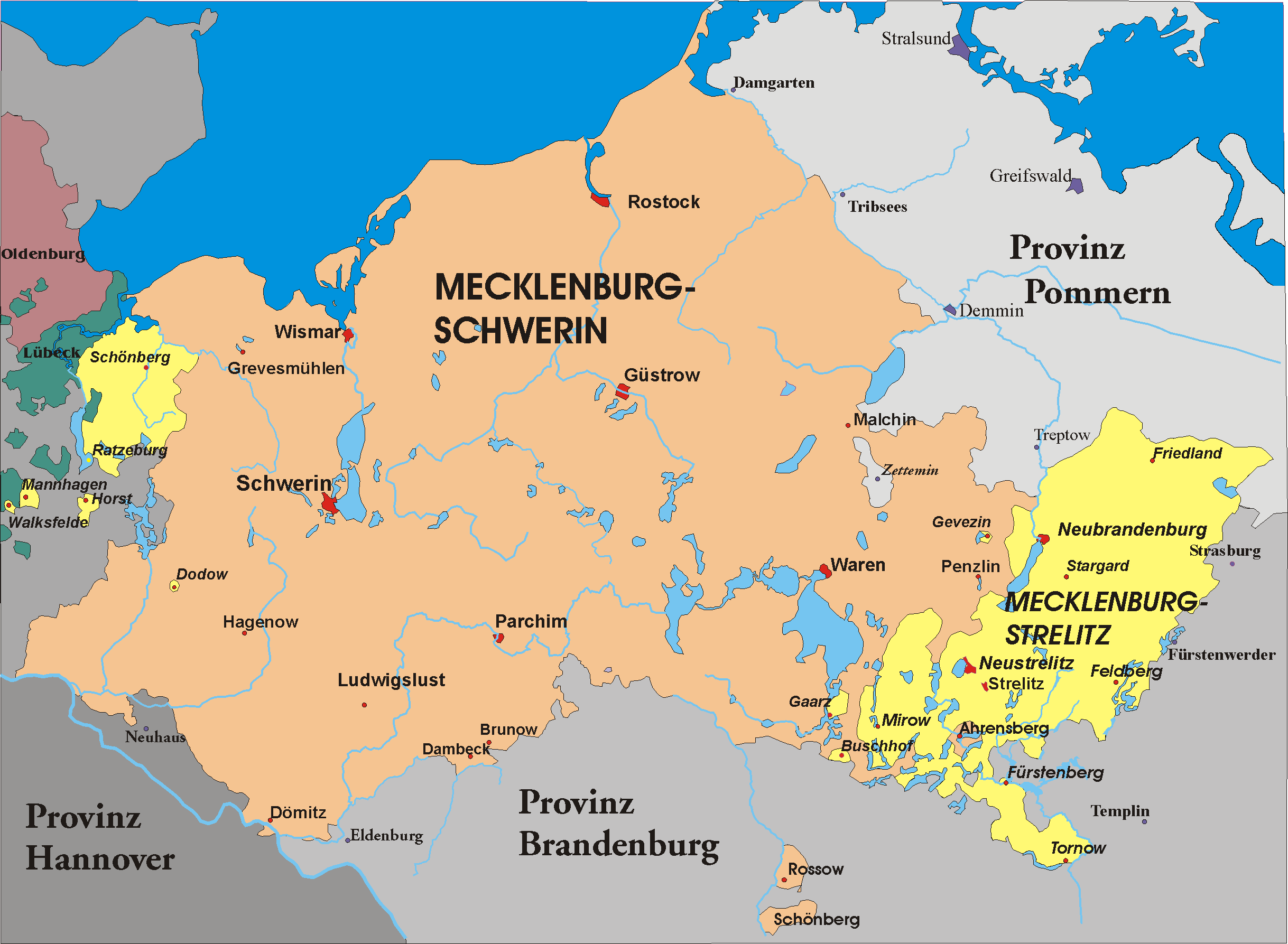
Mecklenburg nach der dritten Hauptlandesteilung, 1701

Im Ergebnis der Dritten Mecklenburgische Hauptlandesteilung wurde entsprechend dem Hamburger Vergleich (1701) das Territorium des verstorbenen Herzogs Gustav Adolf von Mecklenburg-Güstrow auf das danach mit verändertem Territorium fortbestehende (Teil-)Herzogtum Mecklenburg-Schwerin und das neu formierte (Teil-)Herzogtum Mecklenburg-Strelitz real aufgeteilt. Diese so entstandenen (Teil-)Herzogtümer hatten bis zum Ende der Monarchie als beschränkt autonome Landesteile des mecklenburgischen Staates und ab 1918/19 als souveräne Freistaaten im Verbund des Deutschen Reichs Bestand. Die Wiedervereinigung der beiden mecklenburgischen Freistaaten erfolgte 1934 auf Betreiben der Nationalsozialisten nach deren Machtergreifung (1933).